# Julián Arcas
Julián Arcas   (María, 25 d'octubre de 1832 - Antequera, 16 de febrer de 1882) nom artístic de Julio Gabino Arcas Lacal, fou un guitarrista clàssic i compositor espanyol.

## Biografia
Va néixer el 25 d'octubre de 1832 a la vila de María, Almeria. Els seus pares van ser Joan Pere Arcas Arjona i Antònia Lacal París, del municipi de Vélez-Blanco. El seu pare fou guitarrista aficionat i qui va ensenyar a tocar la guitarra al seu fill Julián quan aquest era encara petit.
El 1842 i el 1843 va viure a Barcelona, però es va traslladar a Màlaga per a continuar la seva formació amb José Asencio (deixeble directe de Dionisio Aguado), participant en la ciutat en recitals privats. Va establir profundes relacions professionals i amistoses que li farien tornar a Màlaga nombroses vegades. Va ser presentat al guitarrista Trinitario Huerta quan aquest visità la ciutat en el transcurs d'una gira de concerts. Amb 16 anys Julián va començar a tocar en auditoris, realitzant la primera de les seves gires, debutant a Granada, a Madrid i a altres ciutats.
Ja consagrat com a concertista, a principis de la dècada del 1850 va conèixer a Sevilla al jove guitarrer d'Almeria Antonio de Torres, qui el va animar a que es dediques professionalment a la construcció de guitarres. L'amistat entre tots dos es va perllongar fins al final de la vida d'Arcas. Les col·laboracions del guitarrista van ajudar a la creació d'un model d'instrument que es va constituir en pauta a seguir. Torres va construir el 1856, a petició d'Arcas, una guitarra que posteriorment va ser batejada com "La Leona", i que va ser utilitzada pel guitarrista en moltes de les seves gires. Arcas la considerava com el millor dels instruments que hagués  tocat mai.
També per aquesta època, va emprendre una intensa activitat concertística per diferents ciutats. En 1853, 1854 i 1855 va fer concerts a Madrid, i va ser segurament en alguna d'aquestes visites quan va tocar, presentat possiblement pels ducs de Montpensier, al Palau Reial davant la reina Isabel II, qui li va professar una profunda admiració que va afavorir la seva carrera.
Entre 1857 i 1862 va fer concerts a Palma, Valladolid, Logronyo, Sevilla, Còrdova, Màlaga, Múrcia, Madrid i Barcelona (ciutat on segurament residia, amb la seva família), aconseguint elogis de crítica i públic.
A finals de l'estiu de 1862 Arcas va viatjar a Anglaterra, actuant en la residència de Londres del duc de Wellington i al palau dels ducs de Cambridge, a Brighton. Es va guanyar l'admiració de la princesa Maria Adelaida, melòmana que va organitzar festes privades en el seu honor. També es va guanyar els elogis de la premsa britànica.
L'any 1865 li va anomenar mestre honorari del Conservatori de Madrid i va ser investit Cavaller de la Reial Orde de Carles III, guardó aconseguit només per un altre guitarrista, Trinidad Huerta.
Probablement malalt, va retornar a Almeria retirant-se de l'activitat concertística (encara que esporàdicament va realitzar alguns concerts). Va obrir un establiment dedicat a la venda de petrolis, negoci que va fracassar en 1876. Va reprendre llavors les seves gires concertístiques, entre 1876 i 1881.
Després d'anys sense veure's, es va trobar a Alacant el seu antic alumne Francesc Tàrrega (en 1879 o en 1881).
Va ser també compositor de peces per a guitarra.
A finals de gener de 1882, en el transcurs d'un dels seus viatges, va caure malalt a Antequera i es va veure obligat a fer llit en una casa d'hostes. Va morir a la ciutat el 16 de febrer de 1882. Està enterrat al cementiri d'aquesta localitat.
Des de l'Any 2000 se celebra a Almeria el Certamen Internacional de Guitarra Clàssica Julián Arcas, patrocinat per Cajamar.

## Album
- Duo Imbesi Zangarà, Tocando en Dos  works by Julian Arcas, Francisco Tarrega, Dionisio Aguado, performed by Carmelo Imbesi e Carmen Zangarà, Classical Music 3.0, 2022
- Julián Arcas: Complete Guitar Music, performed by Gabriele Zanetti; 4-CD-set (Brilliant Classics 95639, 2020).